# 彭明輝 (歷史學家)
彭明輝（1959年1月20日—）臺灣花蓮人，筆名吳鳴，原籍客家，曾任《聯合文學》執行主編、叢書主任、《聯合報》編輯；現為國立政治大學歷史學系專任教授、文字工作者。過去曾與歷史學者林富士共同編纂《認識台灣（社會篇）》教科書，啟發許多學子的在地關懷。彭明輝的文學創作以散文為主，主要記錄農村的成長生活經驗，並以史學的思維關懷這片土地的人文記憶，流露出花蓮子弟對故鄉濃郁的情懷；著有《來去鯉魚尾》、《豐田和風情》、《歷史花蓮》、《長堤向晚》、《湖邊的沈思》等書。

## 生平
彭明輝過去在中學時期，很喜歡數學，由於無法割捨對文學的愛，於花蓮中學高二時，選讀文組，「並以歷史系為第一志願」。
1981年考到東海大學歷史系，四年的歷史系訓練，仍讓他感到茫然，他開始將內心困頓用文字記錄下來，其中一篇散文〈教堂之外〉曾獲時報文學獎。
大學畢業後，彭明輝先是服了兵役，在金門擔任預官，在太武山下溼冷的碉堡中，繼續將生活雜感記錄下來。1982年，其作品〈湖邊的沈思〉獲得時報文學獎散文首獎。退伍後，彭明輝至政治大學攻讀歷史碩士。
1984年，彭明輝初識甫退伍返回台大就讀研究所的林富士。1994年，兩人在杜正勝主持下，共同編纂國中教科書《認識臺灣》。1997年，認識臺灣教科書引發統獨爭議，兩人一同遭受學術界前輩的壓力，培養起革命情感。
1985年，考量經濟因素，在修完碩士課程後，彭明輝選擇先到職場就業，透過好友林富士的轉介，彭明輝第一份工作是在聯合文學擔任編輯。在繼續攻讀博士班時，他轉任聯合報新聞編輯，直到1992年辭職。
1993年，彭明輝開始任教。

## 學術專長
彭明輝研究範圍為中國近、現代史學史；文學創作以散文為主，內容主要以成長經驗和歷史思維為主題，記錄了1960－1980年代的花蓮農村生活，並以所受史學訓練，關懷花蓮這片土地的人文經驗，1990年代以後漸轉向學院式思考。
主要開設史學導論、中國史學史（分為傳統、近代二部，其中又有西北史地學）、社會科教材教法等課程。

## 主要著作
㈠史學著作
- 1991  《疑古思想與現代中國史學的發展》，臺北：臺灣商務印書館
- 1995a 《舉頭三尺有神明：中和地區的寺廟與聚落發展》，臺北：臺北縣立文化中心
- 1995  《歷史地理學與現代中國史學》，臺北：東大圖書公司

- 1997 〈從元史研究到西北史地：晚清歷史地理學興起的一個轉折〉
- 2001  《中文報業王國的興起：王惕吾與聯合報系》，臺北：稻鄉出版社
- 2002a 《台灣史學的中國纏結》，臺北：麥田出版
- 2002  《晚清的經世史學》，臺北：麥田出版

㈡編輯與合著
- 1997  《認識臺灣（社會篇）》，臺北：國立編譯館；國民中學教科書；撰寫5章11節；與林富士合著
- 1997a 《認識臺灣：社會篇教師手冊》，國民中學教科書教師手冊，臺北：國立編譯館；撰寫參考資料部分；與朱桂芳合著
- 2000  《高中文化史》，臺南：南一書局；撰寫第4、5、9章；與王文裕、葉高樹合著
- 2000a 《高中文化史．教師手冊》，臺南：南一書局；撰寫第4、5、9章；與王文裕、葉高樹合著

㈢散文及其他
- 1984  《湖邊的沈思》（散文），臺北：九歌出版社
- 1985  《心路》（散文），臺中：晨星出版社
- 1987  《長堤向晚》（散文），臺北：九歌出版社
- 1988  《晚香玉的淨土》（散文），臺北：九歌出版社
- 1988a 《結愛》（散文），臺北：圓神出版社
- 1990  《素描的留白》（散文），臺北：漢藝色研文化公司
- 1992  《我們在這裡分手》（散文），臺北：聯合文學出版社
- 1995  《歷史花蓮》（通俗歷史讀本），花蓮：洄瀾文教基金會
- 2000  《浮生逆旅》（散文），臺北：聯合文學出版社
- 2003  《來去鯉魚尾》（旅行文學），臺北：紅樹林出版
- 2003a 《豐田和風情》（旅行文學），臺北：紅樹林出版

## 外部連結
- 吳鳴的Facebook專頁
- 吳鳴部落格
- 吳鳴弄堂
- 國立政治大學
- 國立政治大學歷史學系